# Shuangbaisaurus
Shuangbaisaurus („ještěr z kraje Šuang-paj“) byl rod vývojově primitivního teropodního dinosaura, žijícího v období rané jury (geol. stupeň hettang až toark, asi před 200 až 175 miliony let) na území dnešní čínské provincie Jün-nan (geologické souvrství Feng-ťia-che). Dinosaurus je znám podle nálezu jedné téměř kompletní lebky, která měří na délku 54 centimetrů. Nad očima měl tento teropod dva paralelní nízké hřebínky, které možná zasahovaly až nad nozdry. Jediný dosud známý druh S. anlongbaoensis byl formálně popsán roku 2017.

## Klasifikace
Shuangbaisaurus byl relativně vývojově primitivní teropod, blízce příbuzný teropodím rodům Dilophosaurus a Sinosaurus.